# Chuck Baldwin
Chuck Baldwin (La Porte, 3 maggio 1952) è un politico statunitense.
È stato candidato alle presidenziali USA, tra le file del Partito della Costituzione.
Un terremoto politico tra i repubblicani è stato provocato da Ron Paul, candidatosi alle primarie repubblicane, che ha deciso di appoggiare Baldwin alle presidenziali del 2008.
I sondaggi lo davano dietro al libertario Bob Barr, con una forchetta che va da 2 a 4% di preferenze: tuttavia, alle consultazioni del 4 novembre, ottenne meno dello 0,3% dei voti.